# Margaret Justin Blanco White
Margaret Justin Blanco White OBE ARIBA (* 11. Dezember 1911 in Kensington, London; † 1. November 2001) war eine schottische Architektin.

## Leben
Ihr Vater war George Rivers Blanco White KC, ihre Mutter die Schriftstellerin Amber Reeves, ihr Bruder war Thomas Blanco White, ein Anwalt für geistiges Eigentum. Sie hatte eine ältere Halbschwester Anna-Jane, deren Vater H. G. Wells war. Ihre Großeltern mütterlicherseits waren William Pember Reeves und Magdalene Stuart Reeves.
Blanco White besuchte zwischen 1926 und 1929 die St Paul’s Girls’ School in London.
Blanco White wurde ab 1929 an der Architectural Association School of Architecture ausgebildet, wo sie ein Engagement für Wohnungsreformen und soziale Belange entwickelte, das sich auf ihre spätere Karriere auswirkte.
Blanco White entwarf 1938 Shawms, Conduit Head Road, Cambridge. Das Gebäude wurde 1996 unter Denkmalschutz gestellt und ist im modernistischen Stil erbaut, wobei allerdings Holz als Verkleidungsmaterial verwendet wurde.
Als leitende Architektin des schottischen Amtes arbeitete sie an preisgünstigen Wohnungen, Altenheimen und Krankenhäusern.
Ebenfalls Blanco White zugeschrieben wird das Gebäude 12 Landsdowne, Cambridge, das 1961–1968 in Zusammenarbeit mit David Croghan errichtet wurde. Das Gebäude wurde 2003 verkauft und abgerissen.
Bei den Birthday Honours 1973 wurde sie für ihre Arbeit mit dem Order of British Empire ausgezeichnet.

## Privatleben
Im Jahr 1936 heiratete sie den Biologen Conrad Hal Waddington. Sie hatten zwei Töchter, die Anthropologin Caroline Humphrey (später Dame und Lady Rees) und die Mathematikerin Dusa McDuff.